# Johan Samuelsson (innebandyspelare)
Johan Samuelsson, född 1988 är en svensk innebandyspelare. 
Han spelar för närvarande med IBF Falun och har tidigare spelat med sin moderklubb Granlo BK samt IBK Dalen.  Han spelar också för Sveriges herrlandslag i innebandy och är den spelare som gjort flest landskamper genom tiderna med 150 stycken (per juni 2024). 